# Frísia

A Frísia no início da Idade Média

A Frísia (em frísio: Fryslân [ˈfrislɔ̃ːn]ⓘ; em alemão: Frieslande; em neerlandês: Groter-Friesland, lit: "Grande Frísia"; em dinamarquês: Frisland) é uma região europeia que segue as costas do sudeste do mar do Norte, abrangendo uma faixa litorânea de 60 km. A Frísia se estende do nordeste dos Países Baixos pelo norte da Alemanha até o sudoeste da Dinamarca. A tribo dos frísios foi referenciada pela primeira vez pelo historiador romano Tácito.